# Georg Kostya
Georg Kostya (* 8. März 1935 in Brünn; † 25. Januar 2011 in München), eigentlich Johann Gerhard Kosteletzky, war ein deutscher Radio- und Fernsehmoderator beim Bayerischen Rundfunk.

## Leben
Kostya war gelernter Tischler, nahm aber nach seiner Lehre eine Schauspielausbildung auf. Nach seinem ersten Bühnenauftritt wechselte er an die Schauspielschule in München. 1957 war er erstmals als Filmschauspieler zu sehen, aber bereits ein Jahr später erkrankte er an Kinderlähmung. Danach konnte er nicht mehr laufen und blieb auf den Rollstuhl angewiesen. Es bedeutete das Ende seiner Schauspielkarriere, auch wenn er danach noch einige kleinere Filmauftritte hatte, unter anderem in dem Spielfilm Mit 17 weint man nicht oder in der Fernsehserie Die schnelle Gerdi.
1965 wurde Georg Kostya freier Mitarbeiter beim Bayerischen Rundfunk, wo er als Programmgestalter und Sprecher für den Club 16, eine wochentägliche Sendung mit wechselnden Moderatoren, tätig war. Von der Gründung des dritten Radioprogramms 1971 an war er bei Bayern 3 als Radiomoderator beschäftigt. Seine Spezialität war der Rock ’n’ Roll der 1950er und 1960er Jahre. In Anspielung auf seinen Rollstuhl hatte er den Spitznamen „Rolling Schorsch“, mit dem er sich auch immer am Ende seiner Sendungen verabschiedete. 
Ein alternierendes Markenzeichen seiner Sendungen war das Wortspiel   " ... und bis dahin verabschiedet sich von der Costa Brava euer braver Kostya."
Über Jahrzehnte moderierte er die Sendung Aus meiner Rocktasche, die wegen der Änderung des Musikgeschmacks und der Senderformate mehrfach eingestellt und auf neuen Programmplätzen oder anderen Sendern wieder eingeführt wurde. Die Rocktasche war mit 1112 Folgen in 33 Jahren die am längsten laufende Musiksendung des Bayerischen Rundfunks. Sie wurde erstmals am 25. Dezember 1972 gesendet und lief am 18. Dezember 2005 im Programm Bayern 2 Radio zum letzten Mal. Georg Kostya zog sich aus Alters- und Gesundheitsgründen zurück.
Weitere bekannte Sendungen mit ihm waren in den 1980er-Jahren die im Wechsel mit Julia Edenhofer moderierte populäre tägliche Oldiesendung The Beat Goes On und das jeweils am ersten Sonntag im Monat ausgestrahlte Rockhouse. Letzteres stand in Verbindung mit dem Rock House e. V., den Kostya 1979 gründete, um die bayerische Musikszene zu fördern und Nachwuchsbands zu Auftritten zu verhelfen. Er brachte auch die Spider Murphy Gang ins Radio, die für seine Sendung erstmals einen Rock-and-Roll-Song in bayrischer Mundart sangen, der zugleich der Titelsong von Rockhouse war. Kostya gilt als Entdecker der Band, die Anfang der 1980er Jahre deutschlandweit den Durchbruch schaffte. Bei ihrem autobiografischen Spielfilm führte er 1983 sogar Regie und schrieb mit am Drehbuch. Eine weitere Band, die er erstmals auf eine große Bühne brachte, waren die Continentals.
Daneben setzte er sich mit der Kampagne Stufen weg für behindertengerechte Konzerthallen ein. Unter anderem war er auch 1981 an der Einrichtung der Alabama-Halle beteiligt.
Außerdem moderierte er im Bayerischen Fernsehen unter anderem den Samstagsclub und kommentierte mit seiner markanten Stimme zahlreiche Dokumentationen und Berichte.
Georg Kostya, der zuletzt in Gräfelfing wohnte, starb im Januar 2011 im Alter von 75 Jahren. Sein Sohn ist der Schauspieler Matthias Kostya.

## Hörspiele
- 1964: Otto Heinrich Kühner: Die Übungspatrone (Soldat) – Regie: Otto Kurth (Hörspiel – SR/BR)

## Hörfunk-Features / -Dokumentationen
- 2001: Das kleine Mädchen und der große Held – Aus dem Briefwechsel von Marie Hannes und Karl May – Bayern2Radio – Geschichte und Geschichten, 25 Min.

## Filme
- 1957: Die Abenteuer des braven Soldaten Schwejk (Fernsehfilm)
- 1957: Mein Sohn Michael
- 1957: Immer wenn der Tag beginnt
- 1960: Mit 17 weint man nicht
- 1960: Ein Weihnachtslied in Prosa oder Eine Geistergeschichte zum Christfest (Fernsehfilm)
- 1964: Mein und Dein (Fernsehfilm)
- 1965: Ein Abschiedsgeschenk (Fernsehfilm)
- 1966: Rette sich, wer kann oder Dummheit siegt überall (Fernsehfilm)
- 1968: Die schwarze Sonne (Fernsehfilm)
- 1983: Die Spider Murphy Gang (Regie und Drehbuch)
- 1989: Die schnelle Gerdi (Fernsehserie, eine Folge)